# معرتماتر
معر تماتر قرية سورية تتبع ناحية كفرنبل في منطقة معرة النعمان في محافظة إدلب. بلغ عدد سكانها 1,961 نسمة في عام 2004 حسب إحصاء المكتب المركزي للإحصاء.